# マルコ・タルデッリ
- マルコ・タルデリ

マルコ・タルデッリ（Marco Tardelli、1954年9月24日 - ）は、イタリア・カパンネ・ディ・カレッジネ出身の元同国代表サッカー選手、サッカー指導者。現役時代のポジションはMF。豊富な運動量とボール奪取能力を武器とした1970年代後半から1980年代中期のイタリアを代表する選手の一人。1978年、1982年、1986年と3度のワールドカップに出場した。

## クラブ略歴
四兄弟の末っ子で、父親はANASの職員であった。幼少期、本人はサッカーをしたかったが、学業の優先を望む両親により、サッカーをすることを止められていた。サンマルティノのユースチームに入団し、左右のフルバックとして優れたプレーを見せ、ビッククラブからも注目されたが、体の線が細いことが災いし、獲得を見送った。1971年にピサが獲得した。ウエイターとしても働いていたが、1973年3月25日にオルビア戦でトップチームでのデビューを飾った。このシーズン、エンポリとのトスカーナダービーで、プロとして初ゴールを決めた。ここで活躍を見せると、1974-75シーズン、コモ・カルチョ　に引き抜かれ、チーム史上初となるセリエA昇格の立役者となった。
1975年、インテルナツィオナーレ・ミラノとユヴェントスFCが獲得を争ったが、1975-76シーズンからユヴェントスへ移籍、ハーフバックやフルバックとして、リーグ戦全30試合中、26試合に起用された。1975年12月14日には、インテル戦でセリエA初ゴールを決めた。1976-77シーズン、にジョヴァンニ・トラパットーニが監督に就任すると、フルバックから中盤へとコンバートされ、このシーズンの公式戦49試合で7得点を記録した。この年、リーグ優勝を果たすと、UEFAカップでも優勝、これはクラブ史上初となる、ヨーロッパの舞台でのタイトルだった。翌1977-78シーズンは、公式戦通算36試合6得点を記録、チームはリーグを連破した。1980-81シーズン、リーグ戦で7得点を決め、チームではリアム・ブレイディにい次いで多くの得点を決めるなど、リーグ優勝に貢献、キャリア最高とも言えるシーズンを過ごした。1981-82シーズン、チームはこのシーズンもリーグ優勝を果たした。1982-83シーズン、コッパ・イタリアを制したが、チャンピオンズカップでは決勝でハンブルガーに敗れ、リーグもASローマに及ばず、2位となった。
1983-84シーズン、リーグ優勝トUEFAカップウィナーズカップに優勝、このシーズンは公式戦44試合で8得点。1984-85シーズン、30歳になり、肉体的にやや衰えたと判断され、トラパットーニは、再びフルバックとして起用した。UEFAチャンピオンズカップ決勝のリヴァプール戦に出場して優勝、これがユヴェントスでのラストマッチとなった。
1985-86シーズン、アルド・セレーナのユヴェントス移籍に絡み、インテルへと移籍した。このシーズン、UEFAカップ準決勝でレアル・マドリードと対戦、1得点を決めた1stレグに勝利したが、2ndレグで逆転され、決勝進出を逃した。1986-87シーズン限りでインテルを離れ、スイスの FCザンクト・ガレンで1シーズンプレーして現役を引退した。
引退後は指導者の道へ進みイタリア国内のクラブやU-21イタリア代表の監督などを歴任している。

## 代表経歴
1976年4月7日のポルトガル戦にて代表初出場。1978年1月25日のスペイン戦で代表初得点をマークした。
1978年のワールドカップアルゼンチン大会では、3位決定戦のブラジル戦以外の全試合に出場した。
1980年、地元イタリアで開催されたUEFA欧州選手権1980では、イングランド戦で決勝点を決めた。3位決定戦でPK戦の末にベルギーに敗れ、4位になった。
1982年のワールドカップ・スペイン大会では同国を3度目の世界制覇に貢献した。このうちスペイン大会では2次リーグのアルゼンチン戦でゴールを挙げ、決勝の西ドイツ戦では決勝ゴールを決めて、チームを優勝に導いた。両手を握り締めながら雄叫びを上げ、一心不乱に何度もガッツポーズをする姿がよく知られている。
1985年9月25日のノルウェー戦にキャプテンとして出場したのが、代表最後の出場試合で、1986年のワールドカップメキシコ大会には参加したが、出場機会は無かった。代表チームでは、通算81試合に出場した。

## 所属クラブ
- 1972-1974  ピサSC
- 1974-1975  コモ・カルチョ
- 1975-1985  ユヴェントスFC
- 1985-1988  インテルナツィオナーレ・ミラノ
- 1987-1988  FCザンクト・ガレン

## 代表歴
- 1976-1985  イタリア代表 81試合6得点

## 指導歴
- 1988-1990  U-16イタリア代表
- 1990-1993  U-21イタリア代表 (アシスタントコーチ)
- 1993-1995  コモ・カルチョ
- 1995-1998  ACチェゼーナ
- 1998-2000  U-21イタリア代表
- 2000-2001  インテルナツィオナーレ・ミラノ
- 2002-2003  ASバーリ
- 2004-0000  エジプト代表
- 2005-2008  ACアレッツォ
- 2009-2013  アイルランド代表 (アシスタントコーチ)